# Badrum
Ett badrum är ett rum i hemmet där man sköter sin personliga hygien. Vilka badrumsmöbler som finns i ett badrum varierar, men vanligtvis brukar ett badrum inhysa en vattenklosett, ett tvättställ samt en dusch eller ett badkar. I vissa badrum finns även ytterligare utrustning såsom skötbord, tvättmaskin och goda förvaringsmöjligheter.
Den genomsnittliga livslängden för ett badrum är 20 år. Badrummet är ett våtutrymme där varm vattenånga kan fästa sig på väggar och golv och därför måste badrum isoleras så att de är säkra mot fukt. Detta hanteras genom att utrusta badrummens väggar, golv och övriga ytor med vattentäta och vattenavvisande ytskikt. Ett välisolerat badrum ska efter en dusch ha hunnit bli torrt efter 30 minuter. Eftersom vatten är en utmärkt elektrisk ledare gäller det att badrummen uppfyller de krav och regler som gäller för elsäkerhet. Exempelvis får vägguttag och andra strömkällor inte överskrida 230 volt, och de måste vara fast installerade över en jordfelsbrytare för att undvika incidenter med elektriska stötar eller kortslutningar. I ett badrum får strömkällorna bara placeras på specifika platser.

## Badrummets framväxt i Sverige
Badrummets uppkomst och utveckling anses ha bidragit till den övergång då Sverige gick från att vara ett smutsigt och fattigt land, till ett rent och modernt. Badrummets utveckling är starkt förknippad med de tekniska landvinningar som uppstod under 1800- och 1900-talet, men även människans förändrade attityder kring renlighet och skönhetsideal har bidragit till utvecklingen. På grund av detta brukar man säga att badrummets utveckling är nära knuten till framväxten av den svenska välfärdsstaten.

### Bakgrund
Under större delen av 1800-talet fanns det inget rum i de svenska hemmen som var specifikt avsett för hygien. Detta berodde på att majoriteten av Sveriges befolkning varken hade vattenledningar eller avlopp installerade i sina hem. Dessutom var det många landsbygdsbor som inte hade tillgång till egen brunn på tomten. På grund av den dåliga tillgången till rent vatten begränsades människornas möjligheter till att tvätta sig och klä sig i rena kläder. Vanligtvis kunde det gå en hel vecka mellan tvagningarna och om de skulle genomföras ordentligt var man tvungen att besöka ett badhus, men det var få som hade råd med det. Saknaden av badrum och rent vatten ledde till att sjukdomar såsom kolera och tuberkulos spreds, och till följd av detta ökade dödligheten i landet. Den årliga dödligheten i Stockholm under 1850-talet var 45% och på landsbygden låg dödligheten på 20%.
Under andra halvan av 1800-talet skedde tekniska framsteg inom VVS-branschen som kom att bli grundläggande komponenter för att ett modernt badrum skulle kunna konstrueras. 1861 installerades och invigdes Sveriges första moderna vattenledning i Stockholm, vilket därtill även betydde att Stockholm blev den sista huvudstaden i Europa med att installera ett vattenledningssystem. Så småningom började även andra stora svenska städer installera vattenledningar. De första avloppen i Sverige installerades omkring 1870 men under denna tid var dess huvudsakliga ändamål att forsla bort spillvatten, inte för att anslutas till vattenklosetter. Sverige ansågs länge ligga efter i utvecklingen vad gäller att koppla samman avloppssystem med vattenklosetter. Orsaken till detta var att de svenska myndigheterna ställde sig kritiska till det då avföringen från latrinerna inte längre skulle kunna säljas som gödningsmedel till jordbruksbranschen, vilket i sin tur skulle resultera i förlorade inkomster till staten. På grund av detta dröjde det ända till 1906 innan man kopplade samman avloppssystem med vattenklosetter. Göteborg var den första staden att genomföra detta, medan man i Stockholm fick vänta till 1909.

### De första badrummen

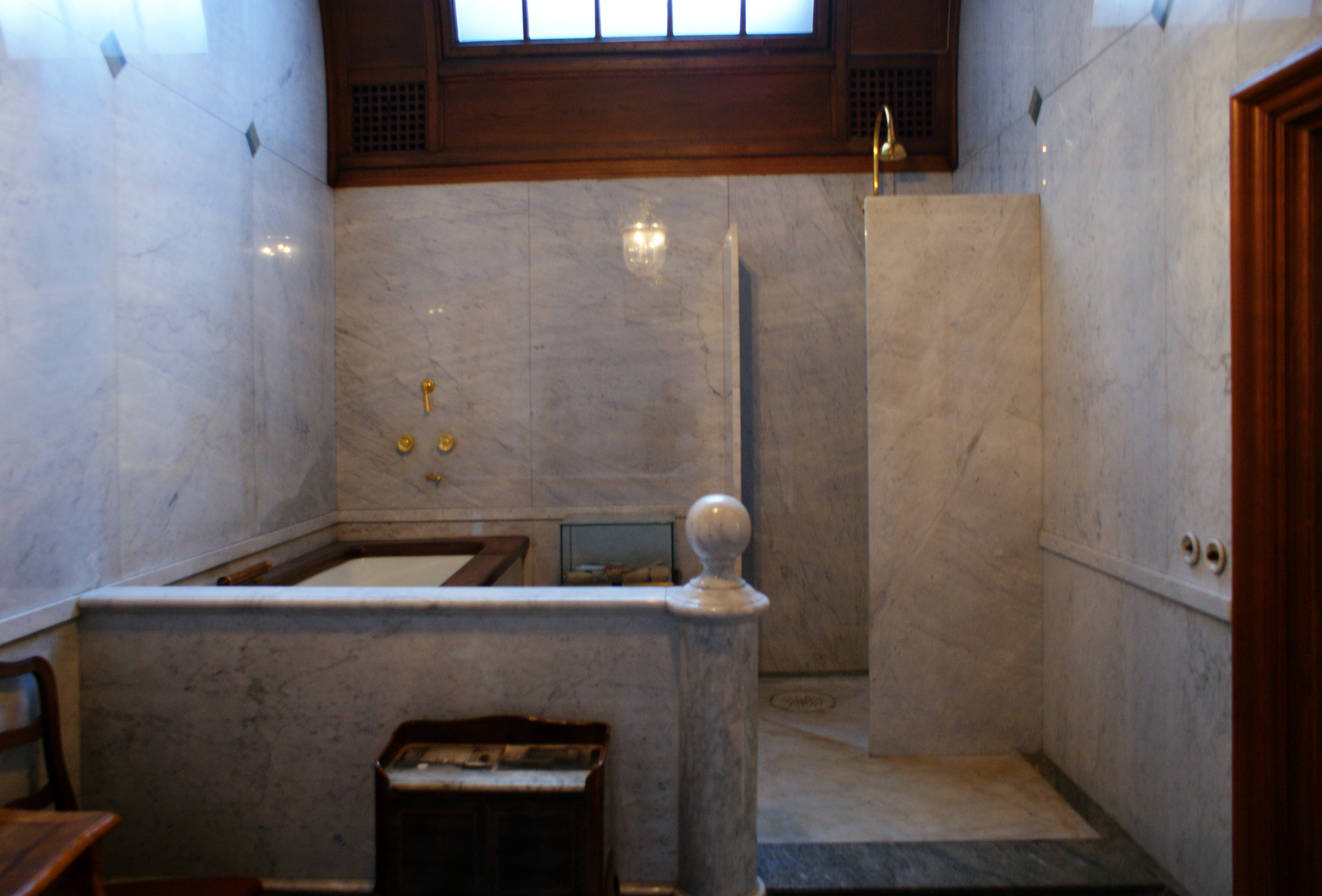
Badrummet av marmor i Hallwylska palatset

Det första offentliga badet som tog nytta av det nya vattenledningssystemet var Malmtorgsbadet på Norrmalm i centrala Stockholm som började byggas 1867 på begäran av vetenskapsmannen Carl Curman. Badinrättningen visade sig bli en omedelbar succé, men det lät dröja några år till innan man började installera badrum i privata hem. Till en början var det endast de mest förmögna som hade råd att bygga badrum i sina privata bostäder. Sveriges första privata badrum sägs ha konstruerats 1870 av arkitekten Axel Kumlien i samband med uppförandet av Täcka Udden på Djurgården. Mellan 1874 och 1877 installerade arkitekten Helgo Zettervall badrum i Bolinderska huset som är beläget på Blasieholmen i Stockholm.
I Hallwylska palatset på Norrmalm byggdes ett badrum mellan åren 1893-1989. Detta badrum finns kvar än idag och både dess väggar och golv är klädda i marmor. I badrummet finns en dusch som är placerad bakom två marmorskärmar. Det finns även ett badkar som är gjort av vitt lergods från England och dess kanter är smyckade med mahogny. Kranarna i badrummet är tillverkade av mässing.

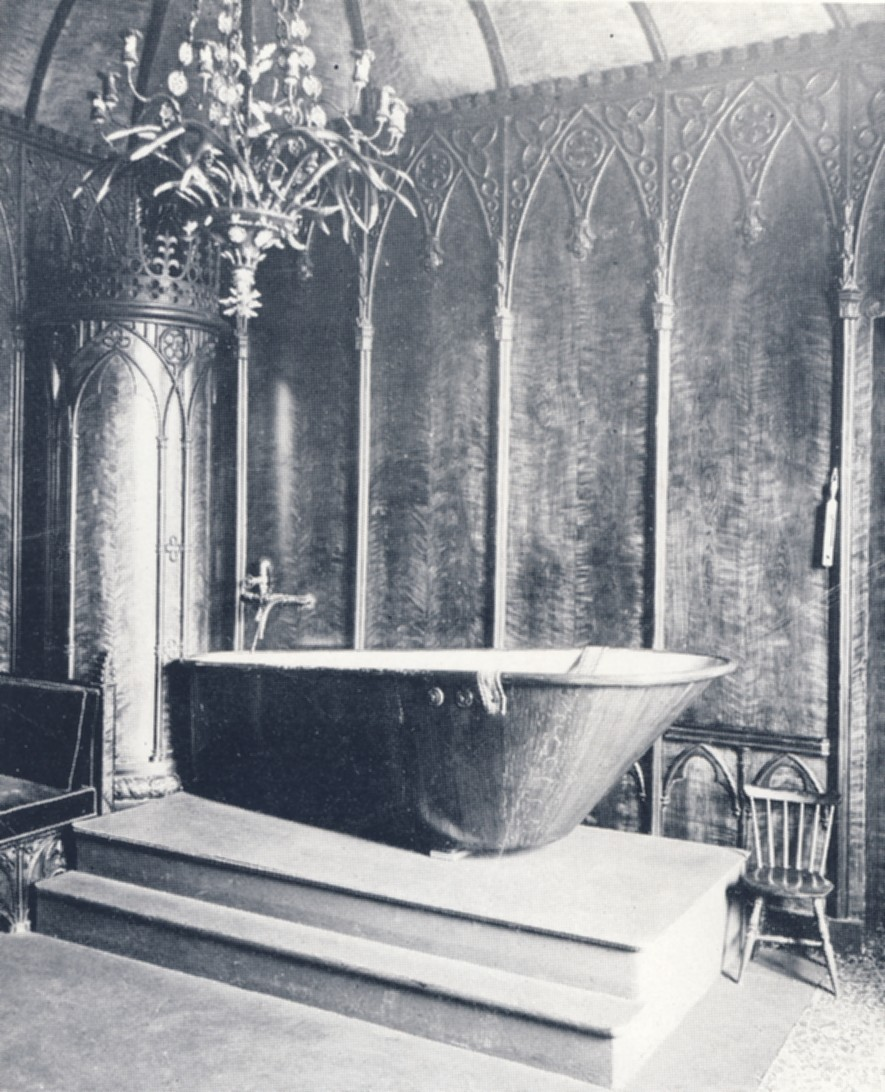
Gustav V:s badrum i Götiska rummet på Stockholms slott

I slutet av 1800-talet försågs de första hyreslägenheterna med privata badrum. Våningarna på Strandvägen i Stockholm var bland de första med att installera detta. Dessa badrum placerades i regel vid våningarnas serveringsgångar och låg ofta i anslutning till sovrummen.
Så småningom när ett flertal villaförorter började växa fram i landet var det många välbärgade människor som hade insett vikten av att hålla både sig själva och sina hem rena, och därför såg många till att deras villor försågs med badrum. Ofta placerades badrummen i källarutrymmena men i takt med att vatten- och rörledningsbranschen utvecklades började man istället placera dem på det andra våningsplanet så att de låg närmare sovrummen.
Många slott och herrgårdar försågs också med badrum. Bland annat fick Stockholms slott sitt första moderna badrum i slutet av 1880-talet. Detta badrum var initialt avsett för Gustav V eftersom han hade bett om att få ett badrum som låg i direkt anslutning till hans privata bostadsdel. Badrummet placerades i det Götiska rummet och inreddes bland annat med ett badkar som stod uppställt på ett förhöjt golv. För övrigt lät man ha kvar den övriga inredningen som hade funnits i det Götiska rummet sedan 1828. Denna inredning bestod bland annat av en ljuskrona, en soffa, paneler samt en kakelugn som andades nygöticism. Anledningen till att man valde att ha kvar inredningen som är en stor kontrast till hur ett badrum vanligtvis utformas, kan ha berott på att man under denna tid ansåg att badrummet inte var någonting annat än ett vanligt rum.

### 1900- till 1930-talet
Under 1900-talets första decennier anlade man endast badrum i villor och hyreshus som enbart de rika hade råd att bo i. Samtidigt saknade folket från Sveriges arbetarklass fortfarande möjligheter till att hålla god hygien. Dessutom bodde en stor del av arbetarklassen i omoderna och enkla lägenheter. Under denna tid ansåg man att skillnaden mellan renlighet och smuts representerade skillnaden mellan rika och fattiga.

#### HSB
1923 bildades bostadskooperationen HSB - Hyresgästernas sparkasse- och byggnadsförening. Syftet med organisationen var att skapa bekväma och moderna lägenheter där samtliga skulle vara utrustade med privata badrum. Organisationens chef var arkitekten Sven Wallander och han hade som vision att även arbetarklassfamiljer skulle kunna bosätta sig i dessa lägenheter. Detta skulle möjliggöras genom att göra bostäderna ekonomiskt överkomliga, samtidigt som de skulle hålla hög standard och ha lång livslängd. Till en början togs projektet tveksamt emot av flertalet långivande myndigheter, men även från HSB:s egna medlemmar. Orsaken bakom motståndet ska ha berott på att man ansåg att idén om privata badrum var alldeles för radikal eftersom det bedömdes vara onödigt och alltför kostsamt, i synnerhet för vanliga arbetare som ändå aldrig skulle få för sig att tvätta sig. Denna tvist mellan HSB och dess motståndare kom att kallas för "badkarsstriden". Det dröjde drygt tio år till innan man istället hade kommit överens om en kompromiss. Kompromissen gick ut på att HSB skulle få bygga duschrum, men att medlemmarna sedan skulle behöva köpa egna badkar av HSB som gick loss för en billig peng. Detta till trots hade alla HSB-bostäder redan från början tillgång till varmvatten, vilket var en bekvämlighet som ansågs vara ovanligt exklusiv för sin tid.

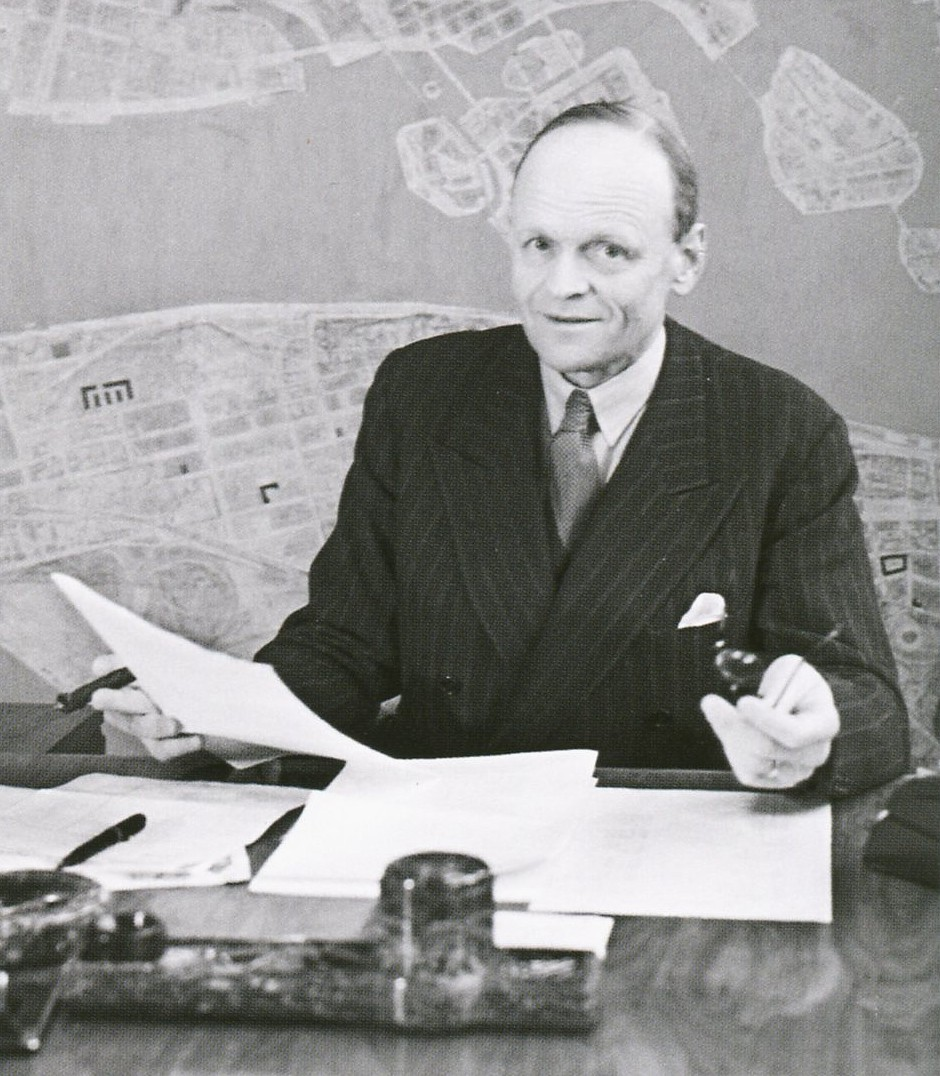
HSB:s chef Sven Wallander, omkring 1940

Trots installationen av duschrum och badkar var det många HSB-medlemmar som fortfarande inte hade insett vikten av att hålla god hygien. På grund av detta valde HSB att installera vattenklosetter i badrummen i hopp om att intresset för badning skulle öka. Förhoppningen var att när personen i fråga skulle sitta på toaletten så skulle badkaret som stod i samma rum fånga personens uppmärksamhet och det skulle i sin tur leda till att fler skulle börja använda badkaret. Precis som HSB förutspått började människor att bada. Dessutom började folket som bodde i HSB-lägenheterna bjuda in sina vänner till att prova på att bada, vilket ledde till att det gick åt enorma mängder varmvatten som HSB var tvungna att bekosta. Å andra sidan fungerade provbadandet som reklam för HSB och det resulterade i att allt fler människor anslöt sig till organisationen, så de gick ändå med ekonomisk vinst.
Byggkostnaderna för HSB-lägenheterna försökte hela tiden pressas ner, och detta gjordes genom att göra lägenheternas utrymmen så små som möjligt. På grund av detta var badrummen som byggdes under 1930-talet väldigt små och det var i samband med detta som man införde sittbadkaret eftersom det sparade utrymme. Väggarna var täckta med kakel, men det var inte alltid man hade helkaklade badrum. Vanligtvis var kaklet i badrummen vitt, men i de mer påkostade lägenheterna hade man ofta färgat kakel.
Även efter det att HSB-bostäderna fått sitt genomslag hade majoriteten av Sveriges befolkning fortfarande inte tillgång till eget badrum. I vissa lägenhetshus fanns det gemensamma badutrymmen i källaren som hyresgästerna hade tillgång till. Vanligast var dock att barn och vuxna kunde bada i skolan respektive på arbetet, eller att man besökte allmänna badhus. Uppskattningsvis var det endast 5% av Sveriges hushåll som hade tillgång till vatten och avlopp i mitten av 1930-talet. Av dem som boende i torp och villor var det 2% som hade dusch och bad, och endast 1% hade toalett inomhus.

### 1940- till 1960-talet
Vid andra världskrigets slut hade 40-50% av alla hushåll i Sverige tillgång till dusch eller bad. Under 1940-talet utvecklades badrummen till att bli allt mer funktionella och det blev i princip standard att möblerna tillverkades av porslin. Det var även under denna tid som man började sätta fast spegeldörrar på badrumsskåp. En annan tidstypisk detalj var att man lade rörledningarna utanpå väggen så att de blev synliga. Detta är även något som än idag utmärker många svenska badrum, medan det i andra länder är vanligare att man drar rören bakom väggen.
I jämförelse med många andra europeiska länder hade den genomsnittliga svensken en hög levnadsstandard under 1950-talet. Detta berodde framför allt på att Sverige höll sig utanför kriget, vilket innebar att landets ekonomi och industri i stort sett förblev oskadd. På grund detta utvecklades badrumstekniken ytterligare. Bland annat fick nybyggda bostäder centralvärme med varmvatten. Detta resulterade i att allt fler svenskar fick egna badrum. Dessutom hade staten instiftat ett specifikt bostadslån som gjorde det möjligt för landsbygdsbor att ersätta sina utedass med badrum som anlades inomhus. Under denna tid blev det vanligare att man utrustade badrummen med öppning- och stängningsbara fönster som kunde släppa ut fukt. Liksom under 1930- och 40-talet var badrumsväggar och golv klädda i kakel. Under 1950-talet var det standard att badrummen var blott 2,5 kvadratmeter stora, men under 1960-talet blev badrummen aningen större med ett snitt på 3,2 kvadratmeter. Expansionen ledde till att man fick plats med bland annat torkskåp och tvättmaskin. Det hände emellanåt att man ersatte badkar med dusch för att spara utrymme.
Enligt bostadsräkningen 1965 hade 80% av folket som levde i tätorter och 45% från glesbygder antingen bad eller dusch, samt att hela två tredjedelar av Sveriges bostäder inhyste minst ett badrum. Badrumsinredningen tillverkades i regel inom Sverige av stora svenska firmor såsom Gustavsberg, Ankarsrum och Iföverken.

## Badrum idag
Idag återfinns badrum i stort sett i alla svenska hushåll, men precis som för hundra år sedan är badrummet en klassfråga. Det beror främst på att staten avskaffade byggnormerna under 1990-talet. Dessa byggnormer innebar att det var staten som hade huvudansvaret för att hela befolkningen skulle ha tillgång till praktiska bostäder med goda förutsättningar till skötsel av hygien. Nuförtiden är det alltså bostadsägarna som ansvarar för att badrummen ska vara funktionella och i bra skick. Många svenskar brukar lägga ner mycket pengar när de bygger eller renoverar sina badrum. I moderna badrum är det vanligt att man har bastu och bubbelpool.